# 糙葉白髮蘚
糙葉白髮蘚（学名：Leucobryum boninense）为白髮蘚科白髮蘚屬下的一个种。

## 扩展阅读
- 維基物種上的相關：糙葉白髮蘚